# Boris Zrinski
Boris Zrinski, né le 9 mai 1955, est un entraîneur slovène de basket-ball. 

## Palmarès
- Coupe de Slovénie 1996